# Општина Извору Берхечулуј (Бакау)
Извору Берхечулуј (рум. Izvoru Berheciului) општина је у Румунији у округу Бакау.
Oпштина се налази на надморској висини од 231 m.